# 토트넘

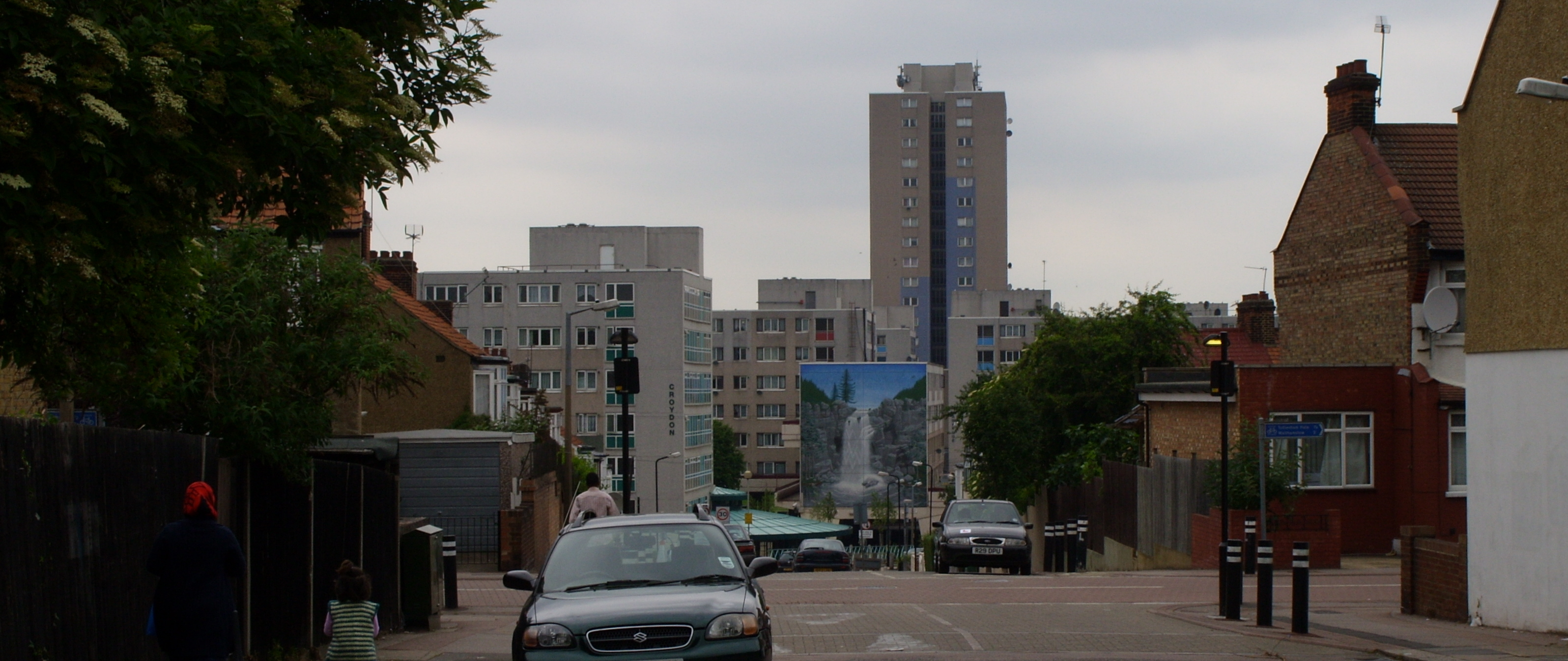
토트넘

토트넘(Tottenham, ˈtɒtənəm)은 영국 런던의 해링게이구에 있는 지구이다.  채링크로스에서 북북동쪽 9.5km 거리에 있다.

## 역사

### 지명
토트넘은 둠스데이 북에서 언급된 마을의 토타 (Tota)라는 농부에서 이름이 붙여진 것으로 여겨진다. 토타의 마을 ('Tota's hamlet', 토타스 햄릿)이 ‘토트넘’으로 발전된 걸로 생각된다. 이 지역은 둠스데이 북에서 토트햄(Toteham)이라고 기록되었다. 센트럴 런던의 토트넘 코트 로드와는 관련이 없다.

### 초기 역사

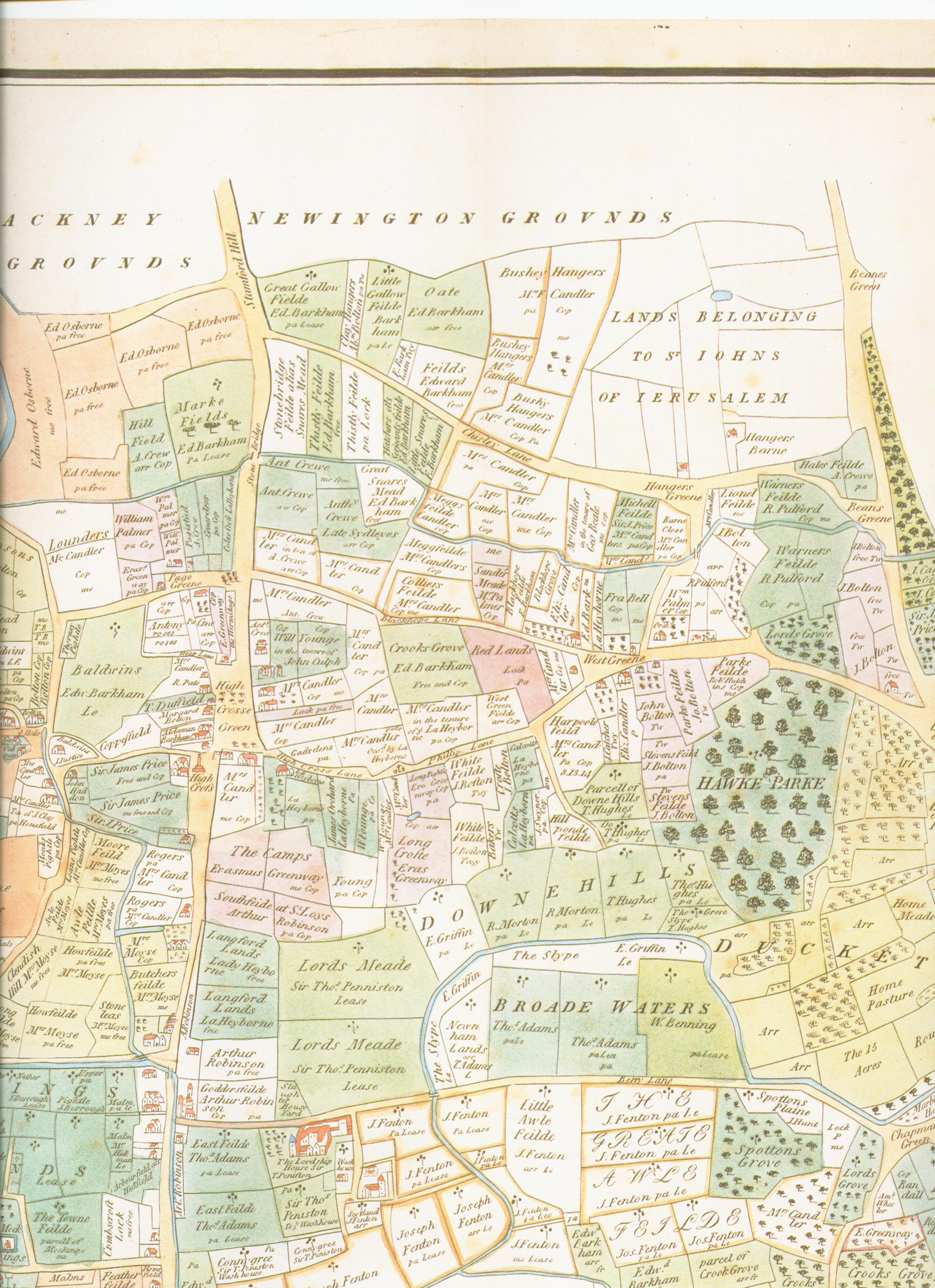
1619년 토트넘 지도

토트넘 지역에 인간이 거주한 것은 천년이 넘었다. 이 지역은 현재 모뉴먼트 웨이 (Monument Way)인 하이 크로스와 토트넘 헤일에 있었던 옛 로마의 도로인 어민 스트리트 (현재  A10 도로의 일부)를 따라 발전했다.
둠스데이 북이 1086년에 편찬 되었을 때, 이 지역의 장원에는 대략 70여 가구가 거주했고, 주로 장원의 영주 밑에서 일하던 노동자들이었다. 1400년경에 쓰인, 토트넘의 토너먼트라는 제목의 유머스러운 시는 리브 (지방 행정관)의 딸을 두고 경쟁하는 농노 간의 우스운 싸움을 묘사한다.
1894년에, 토트넘은 준자치구가 되었고 1934년 9월 27일에는 자치구가 되었다. 1965년 4월 1일부터, 토트넘 자치구는 혼지, 우드 그린과 같이 해링게이구를 형성했다.
리강은 토트넘 자치구와  월섬스토 간에 동쪽 경계였다. 또한 리강은 미들섹스와 에식스 사이의 옛 경계이자, 바이킹들의 지배를 받았던 데인로 지역의 서부 경계를 형성하기도 했다. 오늘날에는 런던의 해링게이 구와 월섬포리스트 구 간 경계이다. 리아강의 주요 지류 중 하나인 모젤강은 또한 토트넘 자치구의 서쪽에서 동쪽으로 흐르고, 19세기까지 토트넘 지역의 대부분이 물에 잠기는 홍수를 야기했다.
튜더 시대부터, 토트넘은 부유한 런던인들의 인기있는 휴양지가 되었다. 헨리 8세는 브루스궁을 방문하고 토트넘 숲지대에서 사냥을 한 것으로 알려져있다. 전원 지역인 토트넘은 또한 1653년에 발행된, 아이작 월턴의 저서 조어대전에 등장했다. 토트넘 지역은 이 지역의 많은 퀘이커 교도들과 학교들 (브루스궁에 있는 롤런드 힐의 학교를 포함)로 알려지게 되었다.) 토트넘은 1870년대까지 다소 전원적이고 중상층 계급들의 지역이었다.

### 현대 시대
1870년대 말에, 그레이트 이스턴 레일웨이는 새롭게 개장한 엔필드와 월섬스토 노선에 특별 노동자들의 기차와 요금을 도입시켰다. 토트넘의 저지대와 근교농원들은 그때부터 런던 시내로 저렴한 값에 통근하는 중하층과 노동 계층들을 위한 값싼 거주지로 빠르게 변화되었다. 노동자들의 요금 정책은 상대적으로 일찍 토트넘이 런던 교외로 발전하는게 자극을 주었다.
1909년 1월 23일에 토트넘 폭력 사태라고 알려진 사건이 발생했다. 무장을 한 러시아인 출신 강도 두 명이 체스넛 로드의  고무 공장의 직원들의 임금을 챙겼다. 이들은 토트넘 소택지를 통해 탈출구를 확보하고 리강을 건너 달아났다. 강 건너편에서 이들은 월텀스토 운영 트램카를 납치했고, 다른 트램카에서는 경찰들이 맹렬히 추적했다. 납치된 트램카는 멈췄으나 강도들은 달아났다. 지닌 흉기로, 10세의 랠프 조셀린 (Ralph Joscelyne), 경찰 윌리엄 타일러 (William Tyler)를 살해한 이들은 결국에는 구석에 몰리게 되었고 잡히기 보다는 자살을 하는 걸 택했다. 이 추적 중에 14명이 부상을 입었다. 이 사건은 후에 무성 영화의 주제로 사용되기도 했다.

## 교통

### 기차

#### 런던 언더그라운드
빅토리아 선이 토트넘을 통과하여, 세븐 시스터즈 역과 토트넘 헤일에서 정차한다. 이 노선은 토트넘을  월섬스토, 웨스트엔드, 브릭슨에 직접 연결한다.
빅토리아 선은 노섬벌랜드 파크에 토트넘 지역의 운영 창고를 두고 있다.

#### 내셔널 레일
런던 오버그라운드, 그레이터 앵글리아, 스탠스티드 익스프레스가 사용하는 철도 역들이 토트넘 지역에 있다.
리아 밸리 라인스는 토트넘을 런 엔필드, 체스헌트, 해키다운스 역들과 시티오브런던의 리버풀 스트리트 역을 연결한다. 런던 오버그라운드가 정차하는 역은 다음과 같다:
- 세븐 시스터 역
- 브루스 그로브 철도 역
- 화이트 하트 레인 철도 역

## 인구 통계
2011년에 의원 데이비드 래미의 주장에서, 그 당시 토트넘은 런던에서 가장 실업률이 높고 영국에서는 8번 째로 높으며, 영국 내에서 가장 높은 빈곤율이 있다고 나타난다.

### 인종 구성
많은 민족 집단들이 거주하는, 토트넘은 다문화 주민들로 구성되어 있다. 이 중 가장 크고 두드러지는 집단은 아프리카계 카리브인들이다. 이들은 영국의 윈드러시 시기를 시작으로, 토트넘에 정착한 초창기 이민 집단이다. 그로부터 얼마 안돼, 서아프리카 집단 – 주로 가나인들 – 이 이주해오기 시작했다. 1980년과 오늘날 사이, 코롬비아인, 콩고인, 알바니아인, 쿠르드인, 터키계 및 그리스계 키프로스인, 터키인, 그리스인, 소말리아인, 아일랜드인, 포르투갈인, 폴란드인, 베트남인, 필리핀인, 짐바브웨인들이 서서히 이주해오기 시작했다. 1985년 브로드워터 팜 폭동 이후 (또는 이전)로 아프리카계 카리브인들과 경찰 간에 큰 긴장감이 조성되었다.
2011년 영국의 인구 조사에서, 토트넘 선거구의 큰 비율을 차지하는 인종 구성은 다음과 같다:
- 22.3% 영국계 백인
- 27.7% 그외 백인
- 10.7% 아시아인
- 26.7% 흑인
- 12.6% 그외/혼혈

## 스포츠

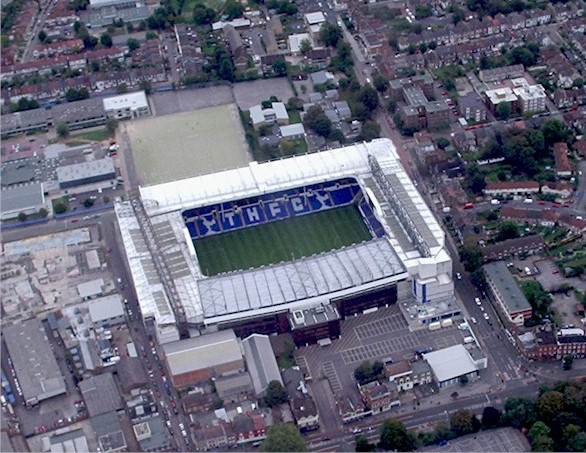
2017년 철거 이전의 화이트 하트 레인

토트넘은 프리미어리그의 축구 클럽 토트넘 홋스퍼의 연고지이다. 1899년부터 2017년까지, 토트넘의 홈구장은 화이트 하트 레인이었다. 2017년에, 화이트 하트 레인 구장은 문을 닫고 같은 장소에 새로운 경기장을 만들기 위해 철거되었다. 새로운 경기장은 2018년 9월 개장으로 예정되었으나 2018-19 시즌까지 미루어졌고, 마침내 2019년 4월 3일에 개장됐다. 2017-18 시즌과 2018-19 시즌의 대부분 경기 동안에, 토트넘 홋스퍼는 웸블리를 홈구장으로 썼다
토트넘에는 현재 콜스 파크 경기장 (Coles Park Stadium)에서 뛰는 논리그 축구 클럽, 해링게이 바로 FC도 있다. 세미프로 축구 클럽 해시태그 유나이티드 FC도 콜스 파크에서 경기를 한다.